# Cryptotis mam
Cryptotis mam — вид родини мідицевих (Soricidae). Назва виду належить до мовної групи мая і людей з цею назвою, що населяють західні нагір'я Гватемали.

## Опис
Приналежна до морфологічно подібних між собою видів з групи Cryptotis goldmani. Завбільшки лише 7,6 сантиметра (разом із хвостом, довжина якого становить 2,9 см).

## Поширення
Гватемала. Поширений вид разом із Cryptotis lacertosus у гірських дощових лісах Сієри Кучуматан у західній Ґватемалі вище 2500 м.